# Jeholopterus
Jeholopterus es un género extinto de un pequeño pterosaurio anurognátido de los Lechos Daohugou del noreste de China (de edad incierta, probablemente del Jurásico Medio o Jurásico Superior), entre hace 168 a 152 millones de años), preservado con restos de piel y "plumas".

## Denominación
El género fue nombrado en 2002 por Wang Xiaolin, Zhou Zhonghe y Xu Xing. La especie tipo, así como la única conocida, es Jeholopterus ninchengensis. El nombre del género se deriva de su lugar de descubrimiento, Jehol en China, y el griego latinizado pteron, "ala". El nombre de la especie se refiere a la localidad de Nincheng.

## Descripción

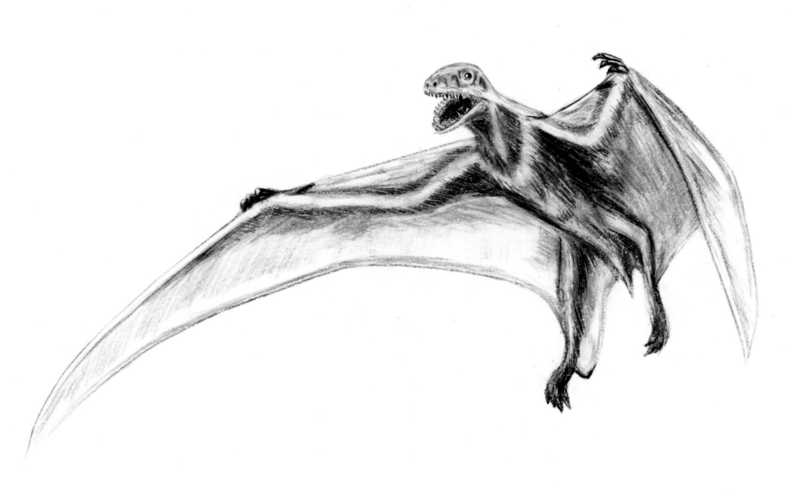
Recosntrucción artística

La especie tipo está basada en el holotipo IVPP V12705, un espécimen casi completo de los lechos Daohugou de Ningcheng en la Región Autónoma de Mongolia Interior de China. El espécimen está aplastado en una losa y su respectiva contraparte, por lo que partes del espécimen están preservadas en un lado de las losas divididas y algunas en la otra. Esto incluye la exquisita preservación de fibras de piel carbonizadas y lo que podría denominarse como "pelo". Los pelos están preservadas alrededor del cuerpo del ejemplar en una especie de halo. El tejido del ala está preservado, aunque su extensión es debatible, incluyendo los puntos exactos de unión a las patas (o si incluso se fijaba a éstas por completo). En 2009 Alexander Kellner publicó un estudio reportando la presencia de tres capas de fibras en el ala, permitiendo al animal adaptar de forma precisa el contorno de ala.
Como un anurognátido, Jeholopterus muestra el cráneo típico de este grupo, siendo más ancho que largo (28 mm.), con una boca muy amplia. Muchos de los dientes son pequeños y parecidos a clavos, pero algunos son más largos y recurvados. El cuello era corto con siete u ocho vértebras cervicales. Doce o trece vértebras dorsales están presentes y tres sacrales. Posee cinco pares de costillas ventrales. La cola vertebral no se ha preservado. Los descriptores afirman que Jeholopterus tenía una cola corta, una característica vista en otros anurognátidos pero inusual para los pterosaurios "ranforrincoides" (es decir, basales) que típicamente tienen una cola larga. Wang et al. citan la presencia de un flequillo de pelo en la región de la cola para inferir la presencia de una cola corta. Sin embargo, un estudio posterior hecho por Dalla Vecchia afirma que deducir cualquier información acerca de la cola es imposible, dado que la cola está "totalmente ausente" en el fósil.
Los huesos de las alas son robustos. Los metacarpos son muy cortos. Un breve hueso pteroide, que sostenía un propatagio, apuntaba hacia el cuerpo. Las garras de las manos son largas y curvas. Las alas de Jeholopterus muestran evidencia de que unían al tobillo, de acuerdo a Wang et al.. Estas son relativamente alargadas con una envergadura de noventa centímetros.
Las patas son cortas pero robustas. Los pies tienen garras curvas bien desarrolladas, pero estas no son tan largas como las de las manos. El quinto dedo del pie es alargado, y de acuerdo con los autores sostenía una membrana entre las patas, el uropatagio.

## Filogenia
Jeholopterus fue asignado por los autores a la familia Anurognathidae. En 2003 un análisis  cladístico hecho por Kellner halló que éste era un miembro, junto con Dendrorhynchoides y Batrachognathus de un clado de anurognátidos llamado Asiaticognathidae. Un análisis hecho por Lü Junchang en 2006 determinó su posición como el taxón hermano de Batrachognathus.

## Estilo de vida
Los anurognátidos son normalmente considerados insectívoros. Wang et al. hipotetizaron que Jeholopterus, siendo la mayor especie conocida del grupo, podría haber sido también un animal piscívoro.

## Interpretación alternativa

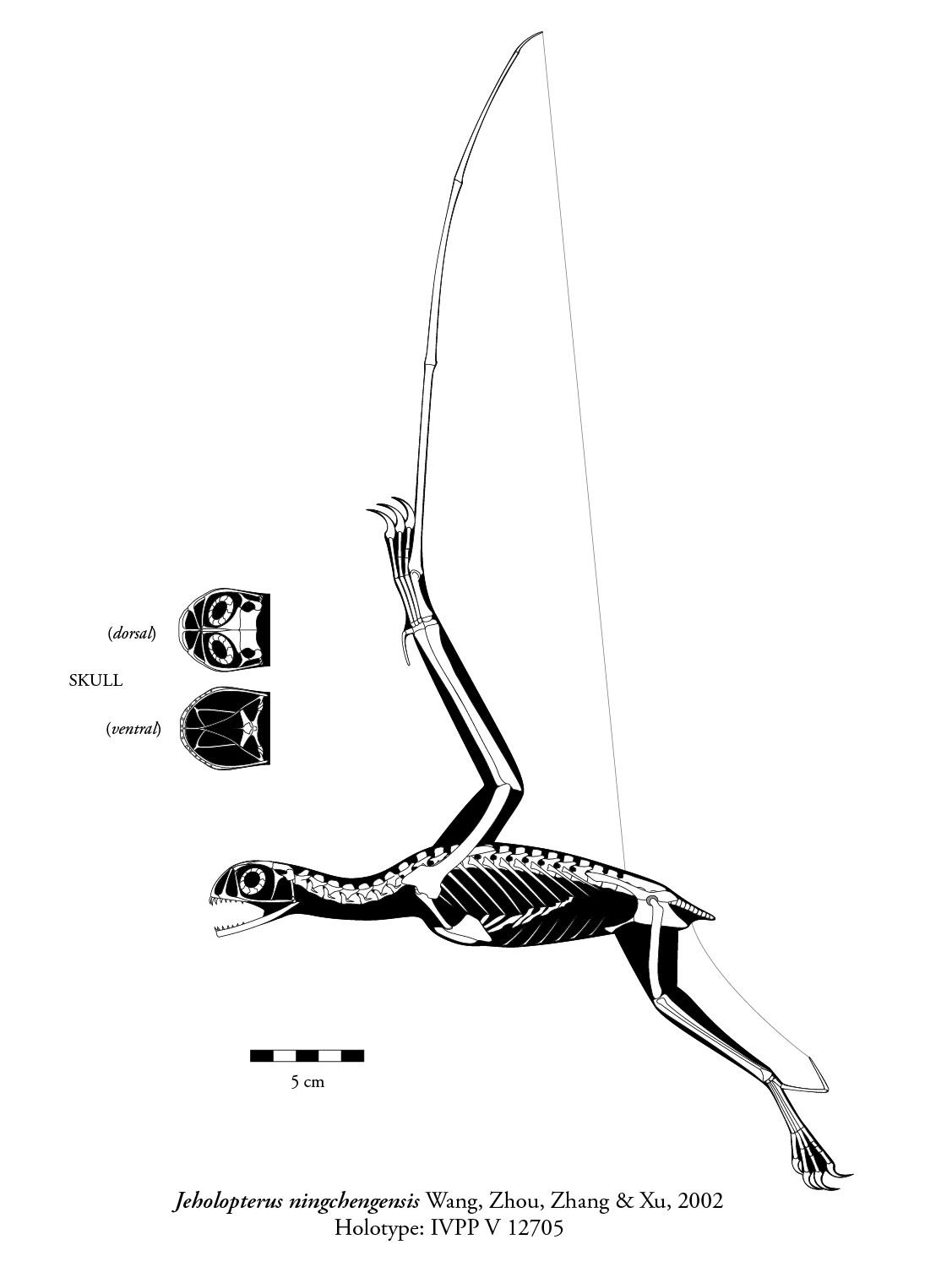
Diagrama del esqueleto

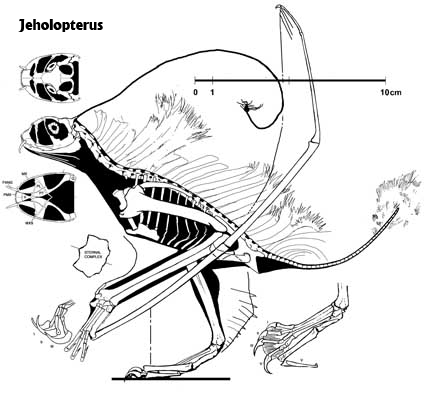
Diagrama alternativo del esqueleto por David Peters

Aunque él nunca ha examinado el fósil por sí mismo, el artista publicitario y paleoartista David Peters ha popularizado sus opiniones idiosincrásicas acerca de Jeholopterus y otros pterosaurios a través de Internet. Él generalmente encuentra e ilustra varias características ornamentales e incluso múltiples embriones en fósiles de estos animales, aunque ningún investigador haya jamás confirmando sus hallazgos. A través de la manipulación de imágenes descargadas de Jeholopterus en el programa de ordenador Photoshop, David Peters (2003) informa que él descubrió un juego único de restos de tejidos blandos, incluyendo una cola similar a la de un caballo que Peters especula que puede haber sido usada como un espantamoscas o un distractor, así como un largo señuelo atrapamoscas (similar al del pejesapo) sobresaliendo desde la cabeza, y una aleta o serie de aletas a lo largo de la espalda. Peters también reportó que él halló "colmillos como de una serpiente de cascabel", y estos, junto a lo que él describió como una mandíbula similar a la de la víbora de cascabel, con paladar reforzado, ungueales "quirúrgicamente afilados", miembros robustos y otras características sugieren que Jeholopterus era un pterosaurio vampiro adaptado a hundir sus "colmillos" entre piel dura, entonces rotaría el cráneo hacia adelante cerrando los dientes debajo de la piel para mejorar su adhesión. Los pequeños dientes de la mandíbula inferior no podrían penetrar pero podrían comprimir la herida como unas tenazas. El destacado experto en pterosaurios Chris Bennett ha descrito los hallazgos de Peters como una "fantasía" y ha denunciado vehementemente su metodología.